# Maria Feliciana
Maria Feliciana dos Santos (Amparo do São Francisco, 27 de maio de 1946 – Aracaju, 27 de abril de 2024) foi por muito tempo considerada a mulher mais alta do mundo, aos 23 anos ela já tinha 2,25 m.

## Vida
Filha única, descendente de uma família marcada pela altura, ela tem 2,25 m. Seu pai Antônio Tintino da Silva tinha 2,40 m; sua mãe Maria Rodrigues dos Santos, 1,80 m; a avó paterna, 2,30 m; e uma tia paterna tinha 2,30 m.
Ela cresceu normalmente até os 10 anos, quando seu crescimento disparou. Foi jogadora de basquete, cantora e atração de circo. Suas primeiras apresentações públicas foram em 1962, aos 16 anos. Aos 18 anos recebeu o título de Rainha da Altura, no programa do Chacrinha.
Sob a orientação de Antonio Freire de Souza, seu descobridor e empresário, ela se apresentou em circos, cinemas e televisões. Numa dessas apresentações, conheceu José Gregório Ribeiro, Josa, "O Vaqueiro do Sertão", que lhe apresentou a Luiz Gonzaga, com quem chegou a viajar por quatro meses, numa turnê do cantor. Foi por indicação dele que ela conseguiu se apresentar no programa do Chacrinha, A Hora da Buzina.
Depois dessa apresentação, o programa promoveu um concurso internacional para escolher a maior mulher do mundo e ela foi a vencedora, sendo nomeada como a "Rainha da Altura". A coroação contou com a presença de Luiz Gonzaga, que entregou a coroa, e de Grande Otelo, que entregou a faixa. Entre as candidatas havia uma americana com 2,15 m.
Começou a jogar basquete aos 25 anos. Fez parte da Seleção Sergipana por dois anos, seguindo depois para Porto Alegre, onde participou dos jogos da Confederação Brasileira de Desportos Universitários. Participou ainda, em 1971, dos 22 Jogos Universitários Brasileiros.
Durante 12 anos cantou no Trio Sergipano. Apesar de sua altura, pesava, na época, apenas 65 quilos e usava sapatos número 39. Deixou o trio quando conheceu Assuíres José dos Santos, com quem se casou e teve três filhos: Charles, Shirlei, e Cleverton, com 2,10 m, 1,65 m e 2,10 m, respectivamente. Em 1973, fez várias parcerias com duplas sertanejas, quando realizou muitos shows pelo Brasil.
Em 1995 teve que fazer uma cirurgia no pé, que não foi bem-sucedida, o que a obrigou a fazer outras. Na última, o médico retirou ossos e cerca de um terço de seu pé. Isso lhe impossibilitou de se firmar em pé. Para piorar ainda mais a sua situação, o seu esposo faleceu num acidente de carro, em 1998. Com a morte dele, que se tornara a única fonte de renda da família, aumentaram os seus problemas.
Mesmo assim conseguiu fazer novos tratamentos no seu pé e conseguiu a cura. Passou, então, a residir numa casa modesta.
Atualmente, Maria Feliciana sofria com  as doenças osteoporose, trombose e úlceras nos dois pés, não conseguindo andar.
Faleceu aos 77 anos em 27 de abril de 2024 em Aracaju, segundo familiares, ela estava internada em um hospital particular da capital, ela enfrentava uma pneumonia e complicações cardíacas.

## Curiosidades
- Num reconhecimento do povo sergipano, o Edifício Estado de Sergipe é conhecido popularmente como Edifício Maria Feliciana, por esse ser o prédio mais alto da capital sergipana, Aracaju.
- Algumas pessoas acreditavam, erroneamente, que ela era proprietária e moradora do prédio.
- A foto em que ela aparece sendo coroada no programa do Chacrinha, por Grande Othelo, foi emprestada a um jornalista, que nunca a devolveu.
- Maria Feliciana também foi tema de uma música homônima no disco "Belas Imagens", de Edelson Pantera.